# Koncerty w Trójce
Koncerty w Trójce – album muzyczny zespołu Republika wydany w roku 2002 razem z albumem Ostatnia płyta w formie dwupłytowego albumu Republika oraz w 2003 jako jeden z elementów wydawnictwa "Republika. Komplet". Płyta zawiera nagrania zarejestrowane podczas koncertów zespołu w studiu Programu 3 Polskiego Radia kolejno w latach 1994, 1998 i 2001.

## Lista utworów
1. "Kombinat" – 3:18
2. "Śmierć w Bikini" – 4:27
3. "Tak długo czekam (Ciało)" – 5:47
4. "Reinkarnacje" – 5:45
5. "Tu Jestem w Niebie" – 5:45
6. "Prośba do Następcy" – 4:23
7. "Halucynacje" – 5:24
8. "Nieustanne tango" – 5:13
9. "Masakra" – 3:39
10. "Odchodząc" – 4:30
11. "Mamona" – 3:00
12. "Sam na linie" – 6:01
13. "Sexy Doll" – 4:05
14. "Telefony" – 4:23
15. "Biała Flaga" – 4:45

## Koncerty
- 22 stycznia 1994 – utwory 4-7
- 6 grudnia 1998 – utwory 1, 2, 3, 8, 9,10,12,14 i 15
- 30 marca 2001 – na 1000 wydanie Listy Przebojów Marka Niedźwieckiego – utwory 11 i 13

## Wykonawcy
- Grzegorz Ciechowski – śpiew, instrumenty klawiszowe, flet
- Zbigniew Krzywański – gitara, śpiew
- Sławomir Ciesielski – perkusja, śpiew, flet
- Leszek Biolik – gitara basowa, śpiew, djembe